# Mac Salvador
Mac Salvador Ramos Llamoca (Nazca, 18 de mayo de 1973), conocido artísticamente como Mac Salvador, es un cantautor, músico, guitarrista y arreglista peruano. Es considerado como uno de los intérpretes y baluartes de la música andina contemporánea del Perú.

## Primeros años
Mac Salvador Ramos Llamoca nació el 18 de mayo de 1973 en la ciudad de Nazca del departamento de Ica, proveniente de una familia de artistas y de bajos recursos económicos, dedicados a la agricultura y el ganado, además de ser el séptimo de diez hermanos. Sus padres son naturales de Puquio, pueblo ubicado en el departamento de Ayacucho, el lugar donde desarrolló su etapa de niñez y adolescencia.
A los 9 años, tuvo que asumir la responsabilidad para sobrevivir, durante la época del terrorismo en su país y el encarcelamiento de su padre, de la cual deja los estudios en su centro educativo. Debido a ello, tuvo que vivir por un tiempo  en las calles de su zona.
Tiempo después, retomó el colegio a los 13 años y tras haber terminado la secundaria, comienza a estudiar en la universidad; sin embargo, optó con abandonar la carrera universitaria, para dedicarse mayormente a la música.

## Trayectoria

### 1989-2011: Inicios y lanzamiento de sus temas
Comenzó su carrera artística a la edad de dieciséis años bajo el simple nombre de Mac Salvador, lanzando su primer sencillo bajo el nombre de Yo... el loco, a lo paralelo con sus estudios secundarios.
A lo largo de su trayectoria, popularizó con diversos temas musicales, interpretando canciones como Isabel, Sandy e Hijos de la calle, siendo éstos los más importantes de su carrera artística. Además, logró fusionar la música andina con otros géneros, especialmente con la música criolla y afroperuana, así como el zapateo puquiano. 
Lanzó sus propios temas musicales bajo el nombre de Queremos un cambio y Sistema de mierda en 2004, donde en ambas hacen honor a la crisis política en su país, producto de la dictadura fujimorista.

### 2011-presente: Giras y conciertos
En 2011, Salvador participó en el festival Música Peruana en Japón, que se realizó en el país homónimo; además de hacer algunos conciertos junto a otros artistas de su género, entre ellos Max Castro, el grupo musical Antología, el también cantautor de música andina Diosdado Gaitán Castro y William Luna.
Fue invitado por Pepe Alva en 2014 para ser partícipe de su concierto bajo el nombre de Pepe Alva y Los Amigos del Ande, interpretando una de sus temas de su repertorio, así como las del cantante mencionado.
En 2016, lanzó una gira con el nombre de Mac Fónico, con la colaboración del grupo de música clásica Sinfonía por el Perú, que se ha realizado en el Anfiteatro del Parque de la Exposición, en la capital peruana Lima. Al año siguiente, se relanzó la gira con la participación de la Orquesta Sinfónica Nacional.
En 2022, realizó su propio concierto Mac Salvador en el Teatro Plaza Norte, que se realizó en el lugar homónimo, además de haber realizado giras por diversos países del mundo, especialmente en Europa.

## Discografía

### Álbumes
- 1989: Yo... el loco
- 2001: Hijos de la calle
- 2004: Isabel
- 2016: Bien, éste
- 2016: Mac Fónico
- 2017: Yo...
- 2018: Necesito de ti
- 2018: Isabel (Nueva versión)

#### Canciones
- Sandy
- Isabel
- Queremos un cambio
- Hijos de la calle
- Ahora
- Yaelito
- Corazón malvado
- Vuelve a mi
- Déjame de querer
- Corazón, corazón
- Bien, éste...
- Yo... el loco
- Decepción
- Espera de amor
- Cuando yo te conocí (en vivo, con Max Castro)
- El loco
- Y lo sé
- Vete corazón
- Regresa
- Mi guitarra, mi amigo y yo
- Falso juramento
- Sistema de mierda[4]
- Un amor que me está matando
- Mendigo de amor
- Carnavaleando
- Alguien como yo